# Anne Cheynet
Pour les articles homonymes, voir Cheynet.
Anne-Marie Thérèse Fontaine, dite Anne Cheynet, née le 23 août 1938 à Saint-Denis de La Réunion et morte le 23 mai 2025, est une écrivaine française de langue française. Elle écrit également en créole.
Elle est l'auteure de plusieurs ouvrages, parmi lesquels un roman paru en 1977 aux Éditions L'Harmattan, Les Muselés, est considéré comme une contribution majeure à la littérature réunionnaise contemporaine, « le premier roman à arborer le label "roman réunionnais" ».

## Biographie
Anne-Marie Thérèse Fontaine naît à Saint-Denis (La Réunion) en 1938 et passe son enfance dans le quartier Saint-François. Elle part étudier à Aix-en-Provence en 1956 et y reste jusqu'en 1963.
De retour sur l'île, elle travaille comme enseignante dans le secondaire avant de s'engager en politique. Elle retourne ensuite sur les bancs de l'école en tant qu'institutrice.
Elle publie son premier livre, le recueil de poèmes Matanans et Langoutis, en 1972, suivi de son œuvre la plus connue, le roman Les Muselés, considéré comme le premier ouvrage qualifié de « roman réunionnais »,. Ce roman, à caractère militant, se concentre sur la vie des pauvres à la Réunion. Cheynet, issue d'une famille blanche pauvre, s'inspire de son expérience de la discrimination à l'époque coloniale de l'île.
Anne Cheynet publie ensuite plusieurs autres livres, dont le recueil de poésie Ter tout' kouler et le recueil de nouvelles Rivages maouls. En 2022, elle publie aussi un recueil de contes bilingue illustré par Claire Ruiz, La clé dans zot poche : Histoires semées depuis le Grand Sentier. Entre 2001 et 2004, elle produit trois CD de contes oraux.
Elle écrit en français et en créole.
Cheynet meurt le 23 mai 2025 à Saint-Pierre, à l'âge de 86 ans,.

## Principales publications
- 1972 : Matanans et Langoutis (poésie)
- 1977 : Les Muselés (roman), L'Harmattan
- 1992 : Ter tout' kouler : Poème pour la terre multicolore (poésie), vol. 1, Ravine des Sables, ADMV
- 1994 : Rivages maouls : histoires d'Annabelle (recueil de nouvelles, autobiographique), vol. 1, Océan
- 2022 : La clé dans zot poche: Histoires semées depuis le Grand Sentier (recueil de contes), Éditions Poisson Rouge